# Sochinsogonia ingenua
Sochinsogonia ingenua är en insektsart som beskrevs av Young 1986. Sochinsogonia ingenua ingår i släktet Sochinsogonia och familjen dvärgstritar. Inga underarter finns listade i Catalogue of Life.